# Страпарола, Джованни Франческо
Джова́нни Франче́ско Страпаро́ла (итал. Giovanni Francesco Straparola; ок. 1480 — ок. 1557) — итальянский писатель.

## Биография
Страпарола родился и жил в Караваджо (провинция Бергамо). Многочисленные стихотворные сочинения (сонеты, канцоны, страмботти и др.) не снискали ему особой славы. Поэтом он был посредственным. В литературе он остался благодаря сборнику своих новелл «Приятные ночи», которые рассказывают десять дам и два кавалера в дни карнавала на острове Мурано (Венеция) во дворце Лукреции Сфорца. Рассказывая различные истории (многие из которых носят сказочный характер), они предлагают собравшимся и хитроумные загадки. Многие новеллы восходят и к новеллистам прошлого (Боккаччо, Саккетти и др.). Рассказываются они в нарочито неприглаженной форме. Некоторые написаны даже на местном бергамском наречии. Отдельными новеллами Страпаролы воспользовались впоследствии Шарль Перро и А. С. Пушкин.
Первая часть «Приятных ночей» была напечатана в Венеции в 1550 году (в ней содержалось двадцать пять новелл, рассказанных в течение пяти ночей), вторая — в 1553 году (сорок восемь новелл и восемь ночей). В 1556 году вышли в свет обе части (тринадцать ночей). В этом издании была опущена одна новелла (VIII, 3) из второй части, которую заменили две новые (VIII, 3, 4). Наибольшую художественную ценность представляет первая часть «Приятных ночей».

## Издания
- Страпарола да Караваджо Дж. Приятные ночи = Le piacevoli notti / изд. подг. А. С. Бобович, А. А. Касаткин, Н. Я. Рыкова ; отв. А. Д. Михайлов. — М.: Наука, 1978. — 448 с. — (Литературные памятники). — 50 000 экз.